# جيمس بي. جوردن
جيمس بي. جوردن (بالإنجليزية: James B. Jordan)‏ هو عالم عقيدة أمريكي، ولد في 31 ديسمبر 1949 في أثينا في الولايات المتحدة.